# 南昌輝
南 昌輝（みなみ まさき、1989年1月18日 - ）は、和歌山県海南市出身の元プロ野球選手（投手）。右投右打。妻は歌手の柴田あゆみ。

## 経歴

### プロ入り前
小学2年時に捕手として、地元のスポーツ少年団で野球を始める。海南市立下津第二中学校時代には、軟式野球部に所属。3年時に投手へ転向した。
和歌山県立和歌山商業高校への進学後は、3年生の春に近畿大会で準決勝に進出。しかし、春夏とも甲子園球場での全国大会に出場できなかった。3年生の夏から肩や肘を痛めていたが、秋にはプロ志望届を日本高校野球連盟へ提出。しかし、ドラフト会議でどの球団も指名を見送ったため、卒業後は立正大学へ進学した。
大学時代には、1年次の秋から東都大学野球のリーグ戦に登板。2年次の春季リーグ戦では、エースに定着するとともに、リーグ3位の防御率1.41、4勝を記録した。3年次の春季リーグ戦では、球速が最速で150km/hに到達したが、中盤以降の不調でチームは最下位に沈んだ。秋季リーグ戦では、序盤に出遅れながら、終盤の勝負どころで3試合連続の完投勝利。創部61年目の初優勝に貢献するとともに、MVP・最優秀投手賞を受賞した。さらに、この優勝によって出場権を得た明治神宮大会でも、チームを優勝に導いた。その一方で、4年次の春には右肩を故障。その影響で、春季リーグでは3勝にとどまった。結局、在学中には、東都大学一部リーグで通算37試合に登板。15勝14敗、防御率2.15、187奪三振という成績を残した。また、チームが二部に降格した4年次の秋季リーグ戦では、2勝2敗を記録した。
2010年のドラフト会議で、千葉ロッテマリーンズから2巡目で指名。契約金7,000万円、年俸1,500万円（金額は推定）という条件で入団した。背番号は「33」。

### ロッテ時代
2011年は大学4年時に痛めた右肩のリハビリで一・二軍とも公式戦への登板なし。
2012年8月2日の対北海道日本ハムファイターズ戦（QVCマリンフィールド）で、救援投手として一軍初登板。同月5日のオリックス・バファローズ戦（京セラドーム大阪）で7回表から登板し初勝利。一軍公式戦で中継ぎとして26試合に登板、防御率0.36、6ホールド。
2013年は、プロ入り後初めて開幕一軍登録、シーズン序盤は31回1/3を投げ29四球。一軍公式戦28試合に登板、3勝0敗3ホールド、防御率4.02だった。
2014年は開幕二軍、一軍公式戦14試合に登板、シーズン初登板の対埼玉西武ライオンズ戦では5失点を喫した。
2015年は、イースタン公式戦20試合に登板、6勝5敗1セーブ、防御率3.97で、4年ぶりに一軍公式戦登板なし。
2016年1月、知人の紹介で前々年から交際していた柴田と結婚、春季キャンプで一軍に抜てきされ、3年ぶりに開幕一軍入りする。序盤はビハインドでの登板が多かったが、中継ぎ陣の相次ぐ故障による離脱でセットアッパーの役割を担うようになった。この年は57試合に登板し5勝4敗16ホールド、防御率2.74と自己最高の成績を残した。
2017年は、右肩の違和感の影響で一軍登録が7月になり、19試合の登板で5ホールド。
2018年もセットアッパーとして35試合に登板したが、7月20日のオリックス戦登板後に下半身の脱力感を訴え、病院で検査の結果特定疾患の黄色靭帯骨化症に罹患していることが判明、8月17日に手術を受ける。
2019年8月15日の日本ハム戦で一軍復帰登板、1回を無失点に抑えた。この年は4試合に登板し0勝1敗、防御率12.27だった。
2021年10月29日、現役引退を表明した。10月30日の日本ハム戦（ZOZOマリンスタジアム）で引退試合が行われた。自身は7回表に登板し、 髙濱祐仁と対戦。全球直球勝負で空振り三振に仕留め、現役生活を締めくくった。マウンドから下りる際は目に涙を浮かべ、最後は同僚の益田直也、石川歩から花束が贈られた。

### 現役引退後
2022年からはロッテのプロスカウト兼育成担当を務める。
2025年からは現場復帰し、育成投手コーチ兼二軍投手コーチを務めることとなった。背番号は85。

## 選手としての特徴・人物
ストレートを中心に、キレ味鋭く落ちるフォーク、100 - 110km/h台の緩いカーブ、スライダー、ツーシームとのコンビネーションが持ち味の本格派。球歴が似ていることから、同郷および大学の先輩にちなんで、「西口文也二世」と呼ばれる。
大学時代には、ストレートで最速151km/h、常時140km/h台を記録。制球力も比較的高かった。4年次に右肩を痛めてからは、ストレートが最速144km/h、常時130km/h台にとどまるほか、制球を乱しやすくなっているが、2016年3月29日楽天戦にて149km/hを記録。
愛称は「なん」。

## 詳細情報

### 年度別投手成績
| 年 度     | 球 団     | 登 板 | 先 発 | 完 投 | 完 封 | 無 四 球 | 勝 利 | 敗 戦 | セ 丨 ブ | ホ 丨 ル ド | 勝 率 | 打 者 | 投 球 回 | 被 安 打 | 被 本 塁 打 | 与 四 球 | 敬 遠 | 与 死 球 | 奪 三 振 | 暴 投 | ボ 丨 ク | 失 点 | 自 責 点 | 防 御 率 | W H I P |
| --------- | --------- | ----- | ----- | ----- | ----- | -------- | ----- | ----- | -------- | ----------- | ----- | ----- | -------- | -------- | ----------- | -------- | ----- | -------- | -------- | ----- | -------- | ----- | -------- | -------- | ------- |
| 2012      | ロッテ    | 26    | 0     | 0     | 0     | 0        | 1     | 0     | 0        | 6           | 1.000 | 110   | 25.0     | 19       | 0           | 15       | 0     | 1        | 22       | 1     | 0        | 1     | 1        | 0.36     | 1.36    |
| 2013      | ロッテ    | 28    | 0     | 0     | 0     | 0        | 3     | 0     | 0        | 3           | 1.000 | 151   | 31.1     | 30       | 1           | 29       | 0     | 0        | 28       | 7     | 0        | 14    | 14       | 4.02     | 1.88    |
| 2014      | ロッテ    | 14    | 0     | 0     | 0     | 0        | 0     | 0     | 0        | 0           | ----  | 103   | 22.2     | 18       | 3           | 15       | 0     | 1        | 23       | 3     | 0        | 18    | 17       | 6.75     | 1.46    |
| 2016      | ロッテ    | 57    | 0     | 0     | 0     | 0        | 5     | 4     | 0        | 16          | .556  | 253   | 62.1     | 48       | 4           | 19       | 1     | 1        | 58       | 2     | 1        | 20    | 19       | 2.74     | 1.07    |
| 2017      | ロッテ    | 19    | 0     | 0     | 0     | 0        | 0     | 1     | 0        | 5           | .000  | 81    | 17.2     | 21       | 3           | 10       | 0     | 0        | 13       | 0     | 0        | 11    | 10       | 5.09     | 1.75    |
| 2018      | ロッテ    | 35    | 0     | 0     | 0     | 0        | 2     | 2     | 0        | 6           | .500  | 152   | 33.0     | 37       | 0           | 17       | 3     | 1        | 29       | 2     | 0        | 13    | 11       | 3.00     | 1.64    |
| 2019      | ロッテ    | 4     | 0     | 0     | 0     | 0        | 0     | 1     | 0        | 0           | .000  | 18    | 3.2      | 4        | 1           | 4        | 1     | 0        | 3        | 0     | 0        | 5     | 5        | 12.27    | 2.18    |
| 2020      | ロッテ    | 6     | 0     | 0     | 0     | 0        | 0     | 0     | 0        | 0           | ----  | 32    | 7.1      | 5        | 2           | 5        | 0     | 0        | 6        | 1     | 0        | 4     | 4        | 4.91     | 1.36    |
| 2021      | ロッテ    | 1     | 0     | 0     | 0     | 0        | 0     | 0     | 0        | 1           | ----  | 1     | 0.1      | 0        | 0           | 0        | 0     | 0        | 1        | 0     | 0        | 0     | 0        | 0.00     | 0.00    |
| 通算：9年 | 通算：9年 | 190   | 0     | 0     | 0     | 0        | 11    | 8     | 0        | 37          | .579  | 901   | 203.1    | 182      | 14          | 114      | 5     | 4        | 183      | 16    | 1        | 86    | 81       | 3.59     | 1.46    |

### 年度別守備成績
| 年 度 | 球 団  | 投手  | 投手  | 投手  | 投手  | 投手  | 投手     |
| 年 度 | 球 団  | 試 合 | 刺 殺 | 補 殺 | 失 策 | 併 殺 | 守 備 率 |
| ----- | ------ | ----- | ----- | ----- | ----- | ----- | -------- |
| 2012  | ロッテ | 26    | 2     | 3     | 0     | 0     | 1.000    |
| 2013  | ロッテ | 28    | 3     | 5     | 0     | 0     | 1.000    |
| 2014  | ロッテ | 14    | 1     | 4     | 0     | 0     | 1.000    |
| 2016  | ロッテ | 57    | 2     | 6     | 0     | 0     | 1.000    |
| 2017  | ロッテ | 19    | 4     | 4     | 0     | 0     | 1.000    |
| 2018  | ロッテ | 35    | 0     | 4     | 0     | 0     | 1.000    |
| 2019  | ロッテ | 4     | 1     | 0     | 0     | 0     | 1.000    |
| 2020  | ロッテ | 6     | 2     | 1     | 0     | 0     | 1.000    |
| 2021  | ロッテ | 1     | 0     | 0     | 0     | 0     | ----     |
| 通算  | 通算   | 190   | 15    | 27    | 0     | 0     | 1.000    |

### 記録
初記録
- 初登板：2012年8月2日、対北海道日本ハムファイターズ14回戦（QVCマリンフィールド）、9回表に2番手で救援登板・完了、1回無失点
- 初奪三振：同上、9回表に近藤健介から見逃し三振
- 初ホールド：2012年8月4日、対オリックス・バファローズ13回戦（京セラドーム大阪）、6回裏に3番手で救援登板、1回無失点
- 初勝利：2012年8月5日、対オリックス・バファローズ14回戦（京セラドーム大阪）、6回裏に3番手で救援登板、1回1/3を無失点

### 背番号
- 33（2011年 - 2021年）
- 85（2025年 - ）

### 登場曲
- 「In The Morning」RAZORLIGHT（2012年）
- 「Run The Show（feat. Busta Rhymes）」Kat Deluna（2013年 - 2015年）
- 「Next Stage」AAA（2016年 - 2019年、2021年）
- 「Battle Scars」Lupe Fiasco & Guy Sebastian（2020年）